# キツツキ科
キツツキ科（キツツキか、Picidae）は、鳥綱キツツキ目に分類される科。

## 形態
尾羽の羽軸も丈夫に発達している。これにより多くの種では樹木の幹のような垂直面でも静止することができる。頑丈な尾羽は木を登るときにも補助的に使っており、このような尾羽や体幹を利用したロコモーションを木登りといいキバシリ科などの鳥類にもみられる（収斂進化）。嘴(くちばし)は非常に硬質で細長く、ほぼ真っ直ぐに伸びており、他種よりも硬いものを突いて穴を開けるのに適した構造となっている。第1、第4趾が後方（第1趾が退化している種もいる）に、第2、3趾が前方にある対趾足である。第4趾は側面に可動できる。趾には湾曲した鋭い爪が生える。
卵の殻は白い。

## 分類
以下の分類・英名は、IOC World Bird List(v11.2)に従う。属和名は分類に変更のないかぎりは日本産の種が含まれる属は日本鳥類目録 改訂第7版、それ以外の属およびモノタイプの種の和名は山階(1986)に従う。
- エビチャゲラ属[2] Blythipicus
- ハシジロキツツキ属[2] Campephilus
- アフリカアオゲラ属[2] Campethera
- テンニョゲラ属[2] Celeus
- Chloropicus
- コガネゲラ属[2] Chrysocolaptes
- Chrysophlegma（アオゲラ属から分割）
- ハシボソキツツキ属[2] Colaptes
- アカゲラ属[1] Dendrocopos - アカゲラなど
- Dendrocoptes
- アフリカコゲラ属[2] Dendropicos
- Dinopium
- クマゲラ属[1][2] Dryocopus
- コアカゲラ属 Dryobates - セジロコゲラなど
- タケゲラ属[2] Gecinulus
- イワキツツキ属[2] Geocolaptes
  - Geocolaptes olivaceus イワキツツキ Ground woodpecker
- カンムリコゲラ属[2] Hemicircus
- アリスイ属[1][2] Jynx
- Leiopicus
  - Leiopicus mahrattensis ベンガルアカゲラ Yellow-crowned woodpecker
- Leuconotopicus
- カレハゲラ属[2] Meiglyptes
- ズアカキツツキ属[2] Melanerpes
- Micropternus
  - Micropternus brachyurus クリチャゲラ Rufous woodpecker
- ボウシゲラ属[2] Mulleripicus
- ヒスパニオラヒメキツツキ属[2] Nesoctites
  - Nesoctites micromegas ヒスパニオラヒメキツツキ Antillean piculet
- Pardipicus（アフリカアオゲラ属から分割）
- ミユビゲラ属[1] Picoides
- モリゲラ属[2] Piculus
- ヒメキツツキ属[2] Picumnus
- アオゲラ属[1][2] Picus
- アカハラコガネゲラ属[2] Reinwardtipicus
  - Reinwardtipicus validus アカハラコガネゲラ Orange-backed woodpecker
- Veniliornis
- ミツユビコゲラ属[2] Sasia
- シルスイキツツキ属[2] Sphyrapicus
- キューバアオゲラ属[2] Xiphidiopicus
  - Xiphidiopicus percussus キューバアオゲラ Antillean piculet
- Yungipicus - コゲラなど

## 生態

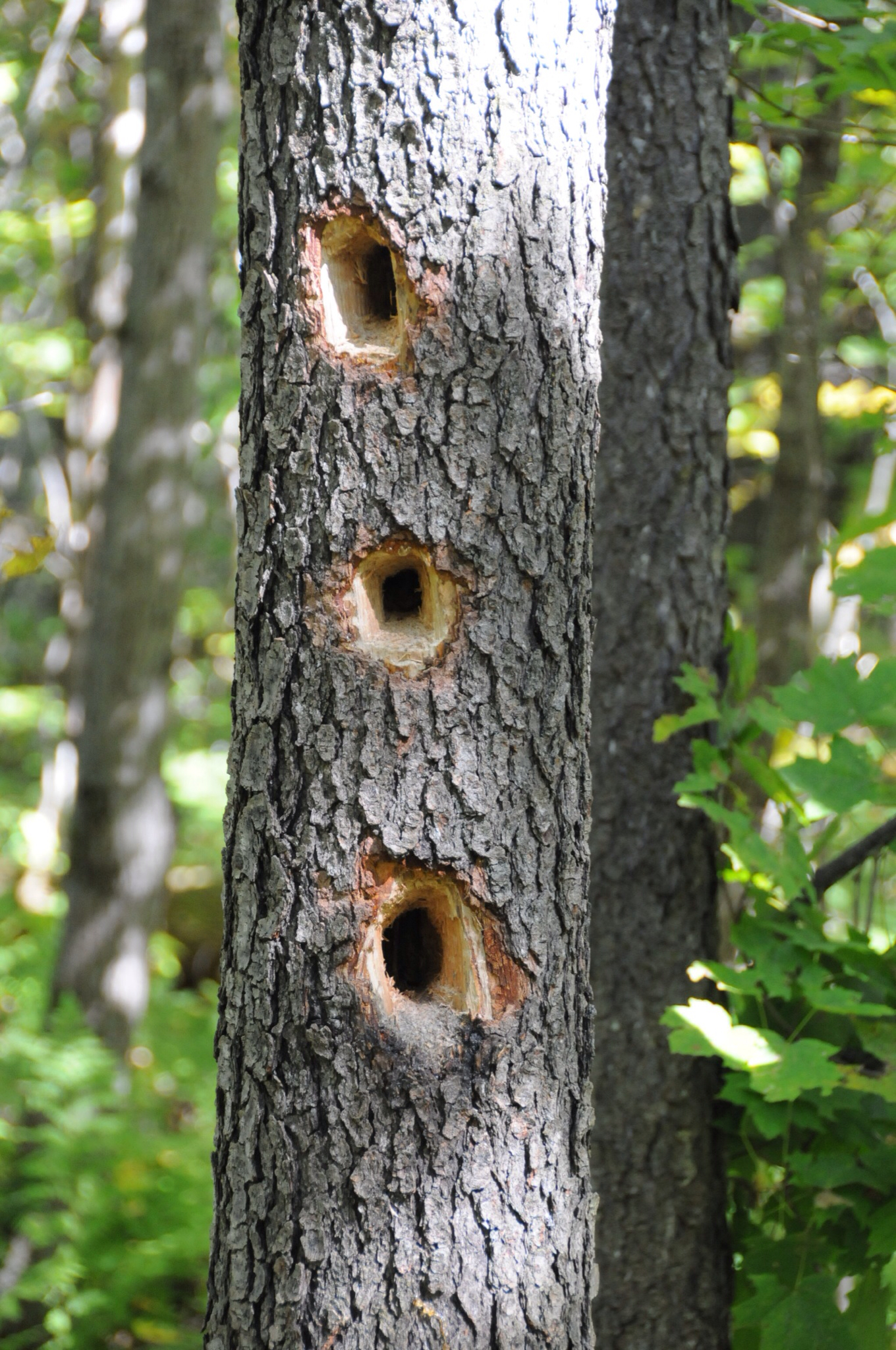
キツツキが開けた穴

森林、草原などに生息する。多くの種は渡りは行わず、一定の地域に縄張りを形成し周年生息する。
その名の通り木を突いて穴を開ける行動で知られ、毎秒およそ20回もの速度でくちばしの尖った先端を打ち付けて掘削する。衝撃を吸収する構造はなく、頭部を一体構造のハンマーのよう使っているため、人間であれば脳震盪を起こすレベルの衝撃が脳に伝わっているが、キツツキの脳は比較的小さく軽量であるためダメージは無いという研究がなされている。
木の内部にいる虫を見つけられるのは、表面を軽くつついてみて、音の変化で虫が穿孔した空洞を探し当てているといわれる
。
主に昆虫を食べるが鳥類の雛、鳥類の脳（頭蓋骨を突いて掘削してすする）、果実などを食べる種もいる。木の中や割れ目にいる獲物を舌を伸ばして捕食する。この舌は頭骨を回り込むような形で収納されているため、かつては衝撃を吸収する機能を持つという説があった。
一部の種では飛翔しながら飛翔している昆虫も食べる。
繁殖形態は卵生。鳴き声を挙げたり、木をくちばしで叩いて求愛（ドラミング）する。
樹洞（多くの種では自ら木材に穴を空けたり、樹洞内に穴を掘って広げる）に巣を作り、卵を産む。雌雄交代で抱卵・育雛を行う。
キツツキは樹木を穿孔して傷つけていることになるが、対象となるのは多くの場合、すでに抵抗力を失ったため虫に食い荒らされている枯れ木ないし弱った木である。キツツキはこうした木の分解作用を加速し、バイオマスの循環を助けているとも言える。

## 人間との関係
キツツキは木を叩く音に由来するとする説もある。漢字表記の「啄木鳥」は「木を啄ばむ鳥」の意。
前近代から「舌が長い鳥」として認識されており、江戸期の『和漢三才図会』第42巻に、和名「牙良豆豆木（ケラツツキ）」と共に（舌長と）記述が見られる。
日本では、「ケラが頭（上）で鳴くと天気が悪くなる」とする類の俗信が、青森県・秋田県・群馬県・岐阜県・福井県・和歌山県に見られる（鈴木棠三 『日本俗信辞典 動物編』 角川ソフィア文庫、2020年、258頁。）。また、「赤土で包んで焼くと、中で黒い粉になるから、1週間ほど飲むと頭痛が治る」（石川県）、「キツツキの黒い粉は肺結核の薬になる」（高知県）とする俗信があり（前同 258頁）、青森県三戸郡では、「デデッコッコ（キツツキ）は井戸神の御使いゆえ、中に入れる」とする（前同 258頁）。
史実かは別として、近世期の軍記物である『甲陽軍鑑』では、川中島の戦いで武田勢が山にこもった上杉勢を動かすために取った戦法として、「キツツキ戦法」が記述される。
林業における害鳥とはみなされていない。むしろ、マツの木に世界的流行しているマツ材線虫病を媒介するマツノマダラカミキリ等の害虫を捕食したり、これらが好んで産卵する病木や枯木の存在を知らせる益鳥として林地への導入も試みられている。